# Писаний світ (книга)
«Писаний світ. Як література формує історію» (англ. The Written World. How Literature Shapes History) — книга професора Гарвардського університету Мартіна Пухнера, що вийшла 2017 року у видавництві Random House.

## Історія створення
Книга М. Пухнера є результатом навколосвітньої літературної подорожі, під час якої автор відвідував місця, де творилась писемна історія, зустрічався із науковцями, авторами, видавцями та читачами на різних континентах. За словами автора, «…було дивно думати про те, як література сформувала нашу історію…просто сидячи за столом. Мені потрібно було поїхати в місця, звідки походять великі тексти… У цих подорожах навряд чи можна було ступити хоч би крок, не натрапивши на якусь писану історію…».

## Зміст
У книзі автор узагальнює результати дослідження розвитку літератури починаючи з найдавнішого відомого твору — «Епосу про Гільгамеша» до всесвіту Гаррі Поттера, створеного Джоан Роулінг.
М. Пухнер показує історію розвитку літератури у її поєднанні зі способами передачі текстів: від єгипетських ієрогліфів до створення алфавіту у Давній Греції. Він також розповідає наскільки важливим був розвиток способу фіксації текстів: від глиняних табличок бібліотеки Ашурбаніпала, папірусних та пергаментних сувоїв Гомерівської «Іліади», гебрейської Біблії до паперу у Давньому Китаї та сучасних електронних пристроїв.
Значна увага зосереджена також на способі тиражування стародавніх книг, які спочатку переписувались писцями власноруч, аж до початку застосування друкарського верстата Йоганном Гутенбергом у XV столітті та, надалі, стрімкого розвитку комп'ютерної техніки.
Окремий розділ присвячений розповіді про унікальну писемну культуру мая, яка була знищена іспанськими завойовниками.
Автор детально зупиняється на кожному з основоположних текстів, досліджуючи їх виникнення у різні часи на різних континентах.  

## Рецензії
За словами британського автора П. Д. Сміта, історія, яку розповів М. Пухнер у своїй книзі «Писаний світ», це «свідчення сили писемності».
У рецензії видання Publishers Weekly зазначено, що «Писаний світ»  М. Пухнера  є «захопливою інтелектуальною одіссеєю».

## Нагороди та відзнаки
- У 2019 році М. Пухнер отримав Массачусетську книжкову премію[6].
- У 2022 році книга була визначена переможцем конкурсу Всеукраїнського рейтингу «Книга року — 2022» у номінації «Літературознавство/критика»[7].